# 拉塞爾 (紐約州)
拉塞爾（英語：Russell）是一個位於美國紐約州聖羅倫斯縣的鎮。

## 人口
根據2020年美國人口普查的數據，拉塞爾的面積為251.99平方千米，當中陸地面積為249.92平方千米，而水域面積為2.07平方千米。當地共有人口1872人，而人口密度為每平方千米7人。